# Marquesado de Narros

Corona marquesal

El marquesado de Narros es un título nobiliario español con Grandeza de España, creado el 23 de diciembre de 1685 por el rey Carlos II, para  Jerónimo Francisco de Eguía y Eguía, caballero de la Orden de Santiago, presidente de la Casa de la Contratación de Indias y consejero de la Hacienda Real, hijo de Jerónimo de Eguía y Grifo, secretario de Estado y de María Luisa de Eguía. Le fue concedida la Grandeza de España por la reina Isabel II el 31 de diciembre de 1866.

## Titulares
- Jerónimo Francisco de Eguía y Eguía (Madrid, 2 de enero de 1658-129 de mayo de 1708), presidente de la Casa de la Contratación de Indias, I marqués de Narros.

Casó con María Felisa Arteaga de Chiriboga Mendoza y Vozmediano.  El 28 de mayo de 1708 le sucedió su hijo:
- Francisco Javier de Eguía y Arteaga (1702-7 de diciembre de 1769), II marqués de Narros.

Casó el 26 de abril de 1725 con María Manuela de Aguirre e Idiáquez. Le sucedió su hijo el 7 de diciembre de 1769.
- Joaquín María de Eguía y Aguirre (Azkoitia 1733-Vitoria, 23 de marzo de 1802), III marqués de Narros.

Casó el 10 de agosto de 1753 con María Luisa Juana Bernarda del Corral y Aguirre. Le sucedió su hijo:
- Francisco Javier María de Eguía y del Corral (1760-18 de mayo de 1830), IV marqués de Narros, químico.

Contrajo matrimonio el 30 de mayo de 1787 con María Josefa Villarreal de Barrenechea. Le sucedió su sobrino:

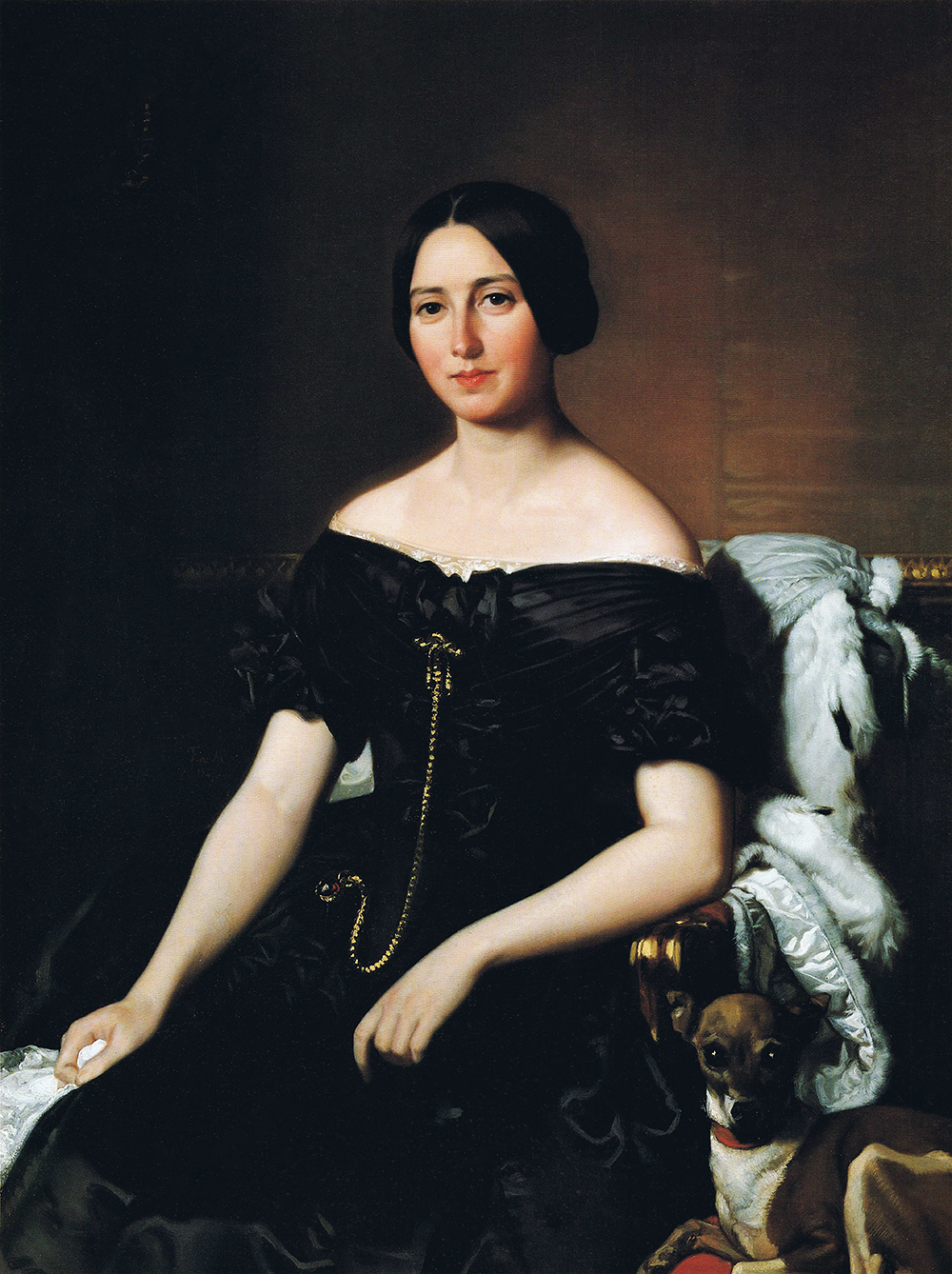
María Josefa Corral Suelves, marquesa de Narros.

- María Josefa Corral Suelves, marquesa de Narros.Fausto Antonio María de Eguía del Corral y Eguía (1758.26 de junio de 1837), V marqués de Narros. :: Casó el 1 de agosto de 1810 con María Manuela de Suelves y Azlor.[3]  Le sucedió su hija:

- Josefa del Corral y de Suelves (1815-21 de  marzo de 1893), VI marqués de Narros.

Casó el 26 de junio de 1830 con Manuel de Areizaga y Magallón (m. 20 de abril de 1870) y en segundas nupcias el 6 de diciembre de 1880 con Joaquín de Vera Olazábal (senador). En 1866 se concede al marquesado título de grande de España. Le sucedió el 11 de enero de 1902 su sobrino:
- Marcelino Azlor-Aragón y Hurtado de Zaldívar (1881-5 de septiembre de 1936), VII marqués de Narros.

Casó con Germaine Bouchez Bloche (m. 26 de agosto de 1981). Le sucedió su hermano:
- José Antonio Azlor de Aragón y Hurtado de Zaldívar, VIII marqués de Narros, XVII duque de Villahermosa.[3]

Casó con Isabel de Guillamas y Caro, XII marquesa de San Felices. Le sucedió su hija, por cesión el 20 de junio de 1952.
- María Isabel Azlor de Aragón y Guillamas (1919-13 de enero de 2005), IX marquesa de Narros.[3] Le sucedió su sobrino:

- Álvaro de Urzáiz y Azlor de Aragón (n. 1937), X marqués de Narros, XIX duque de Villahermosa,[3] XII marqués de Cábrega, XVIII de Cortes, XVI conde de Luna, XII de Guara, XIII del Puerto y XII de Xavier, XX vizconde de Muruzábal y XX de Zolina, el titular actual.[4]